# Joseph James
Joseph David „Joe“ James (* 23. Mai 1925 in Saucier, Mississippi; † 5. November 1952 in San José, Kalifornien) war ein US-amerikanischer Autorennfahrer.

## Karriere
James startete zwischen 1950 und 1952 in 24 Rennen zur AAA-National-Serie. Sein bestes Ergebnis erzielte er 1951 auf dem Centennial Park Circuit in Denver als vierter.
Bei den 500 Meilen von Indianapolis stand er zwei Mal am Start. Nachdem er sich 1950 nicht qualifizieren konnte, schied er 1951 auf einem Watson-Offenhauser in der achten Runde mit einem Schaden an der Antriebswelle aus. 1952, diesmal auf einem Kurtis Kraft 4000-Offenhauser, erreichte er in derselben Runde wie der Sieger Troy Ruttman den 13. Rang.
James verunglückte im November 1952 beim AAA-National-Series-Rennen in San José tödlich.

## Statistik

### Indy-500-Ergebnisse
| Jahr | Startnr. | Start | Qual. (km/h) | Ergebnis | Runden | Führung | Ausfall |
| ---- | -------- | ----- | ------------ | -------- | ------ | ------- | ------- |
| 1950 | 63       | DNQ   |              |          |        |         |         |
| 1950 | 82       | DNQ   |              |          |        |         |         |
| 1951 | 26       | 30    | 215,778      | 33       | 8      | 0       | Antrieb |
| 1952 | 14       | 16    | 217,162      | 13       | 200    | 0       |         |

| Legende  | Legende            | Legende                                                          |
| Farbe    | Abkürzung          | Bedeutung                                                        |
| -------- | ------------------ | ---------------------------------------------------------------- |
| Gold     | –                  | Sieg                                                             |
| Silber   | –                  | 2. Platz                                                         |
| Bronze   | –                  | 3. Platz                                                         |
| Grün     | –                  | Platzierung in den Punkten                                       |
| Blau     | –                  | Klassifiziert außerhalb der Punkteränge                          |
| Violett  | DNF                | Rennen nicht beendet (did not finish)                            |
| Violett  | NC                 | nicht klassifiziert (not classified)                             |
| Rot      | DNQ                | nicht qualifiziert (did not qualify)                             |
| Rot      | DNPQ               | in Vorqualifikation gescheitert (did not pre-qualify)            |
| Schwarz  | DSQ                | disqualifiziert (disqualified)                                   |
| Weiß     | DNS                | nicht am Start (did not start)                                   |
| Weiß     | WD                 | zurückgezogen (withdrawn)                                        |
| Hellblau | PO                 | nur am Training teilgenommen (practiced only)                    |
| Hellblau | TD                 | Freitags-Testfahrer (test driver)                                |
| ohne     | DNP                | nicht am Training teilgenommen (did not practice)                |
| ohne     | INJ                | verletzt oder krank (injured)                                    |
| ohne     | EX                 | ausgeschlossen (excluded)                                        |
| ohne     | DNA                | nicht erschienen (did not arrive)                                |
| ohne     | C                  | Rennen abgesagt (cancelled)                                      |
| ohne     | keine WM-Teilnahme |                                                                  |
| sonstige | P/fett             | Pole-Position                                                    |
| sonstige | 1/2/3/4/5/6/7/8    | Punktplatzierung im Sprint-/Qualifikationsrennen                 |
| sonstige | SR/kursiv          | Schnellste Rennrunde                                             |
| sonstige | *                  | nicht im Ziel, aufgrund der zurückgelegten Distanz aber gewertet |
| sonstige | ()                 | Streichresultate                                                 |
| sonstige | unterstrichen      | Führender in der Gesamtwertung                                   |